# Foston (Derbyshire)
Foston – przysiółek w Anglii, w hrabstwie Derbyshire, w dystrykcie South Derbyshire. Foston jest wspomniana w Domesday Book (1086) jako Faruluestun.